# Деипила
Деипила (на гръцки: Δηίπυλη, Dēipulē) в древногръцката митология е дъщеря на Адраст, царя на Аргос, и Амфитея. Жени се за Полинейк. От брака им се ражда Диомед.